# DNB Step
d'n'b dance (drum and bass step) — вуличний танець, атрибут молодіжної субкультури драм-енд-бейс, виконується під музику жанру днб, частіше всього на так званих сходках (неформальних зібрань або днб-вечірках), баттлах (танцювальних змагань, від англ. battle — битва), і в клубах драм-енд-бейс напрямлення. Стиль d'n'b dance ввібрав в себе елементи брейк-біта і хіп-хопа. d'n'b dance виконують в зручних кедах або кросівках на пласкій підошві — скейтерах и і частіше всього джинсах або штанах, які не перешкоджають рухам.
Основний акцент при виконанні D'n'B dance — на рухи ногами («фінти» ногами):
- техніка чергування «носок — п'ятка, носок — п'ятка» (так звана основа, база англ. basic);
- техніка махів вперед, в сторони, схрещування ніг;
- техніка поворотів і напівповоротів на п'ятці, на носку, іноді в повітрі;
- техніка розворотів на 180, 360 або іноді і більше градусів (найтяжча).

Розрізняють декілька підстилів D’n’B dance:
- old school(oldskull):

являє собою звичайний dnb step, але майже цілком складається з рухів ногами старої школи (спокійніші і плавні)
- x-outing

той самий x-step, тільки база виконується в формі /\ 
- Panda

стиль схожий на попередні 2, відрізняється тільки базою
- Vengr

стиль зовсім не схожий на інші. Рухи ногами виконуються одночасно з деякими поворотами.
Всі інші стилі утворені від першого і, по суті, є їх розвитком.
Важливою складовою Drum and Bass танцю є кут — амплітуда. Кут під яким нога стає до землі, має бути рівним, і по можливості правильним. Але все-таки головне — не перестаратися з силою проведення вашого танцю. Наслідки можуть бути різними. Сама музика D’n’B є електронною, тому прямого відношення до хіп-хопу не має.
У даний час популярність D'n'B dance зросла настільки, що йому може навчитися будь-який охочий: танцювальні школи все частіше включають його у свої навчальні програми як один із модних напрямів, в інтернеті є безліч навчальних відео, як і для новачків, базові руху, так і для топчеров зі стажем. Все більше людей танцює Drum and Bass в клубах.